# Rainvillers
Rainvillers település Franciaországban, Oise megyében. Lakosainak száma 892 fő (2022. január 1.). Rainvillers Goincourt, Saint-Léger-en-Bray, Saint-Paul, Villers-Saint-Barthélemy, Aux Marais és Auneuil községekkel határos.

## Népesség
A település népessége az elmúlt években az alábbi módon változott:
| Lakosok száma | 889  | 890  | 910  | 927  | 927  | 918  | 907  | 899  | 892  |
|               | 2013 | 2015 | 2016 | 2017 | 2018 | 2019 | 2020 | 2021 | 2022 |